# Zoraida sinuosa
Zoraida sinuosa är en insektsart som först beskrevs av Karl Henrik Boheman 1838.  Zoraida sinuosa ingår i släktet Zoraida och familjen Derbidae. Inga underarter finns listade i Catalogue of Life.